# Cessna 336/337 Skymaster
El Cessna Skymaster és un avió utilitari civil bimotor estatunidenc construït en configuració push-pull. Els seus motors estan muntats al morro i a la part posterior del seu fuselatge en forma de càpsula. Uns braços bessons s'estenen a la popa de les ales fins als estabilitzadors verticals, amb el motor posterior entre ells. L'estabilitzador horitzontal es troba a la part posterior de l'hèlix d'empenta, connectant els estabilitzadors verticals. Els motors combinats de tracció i empenta produeixen una empenta en la línia central i un so únic. El Cessna O-2 Skymaster és una versió militar del Cessna Model 337 Super Skymaster.

## Desenvolupament

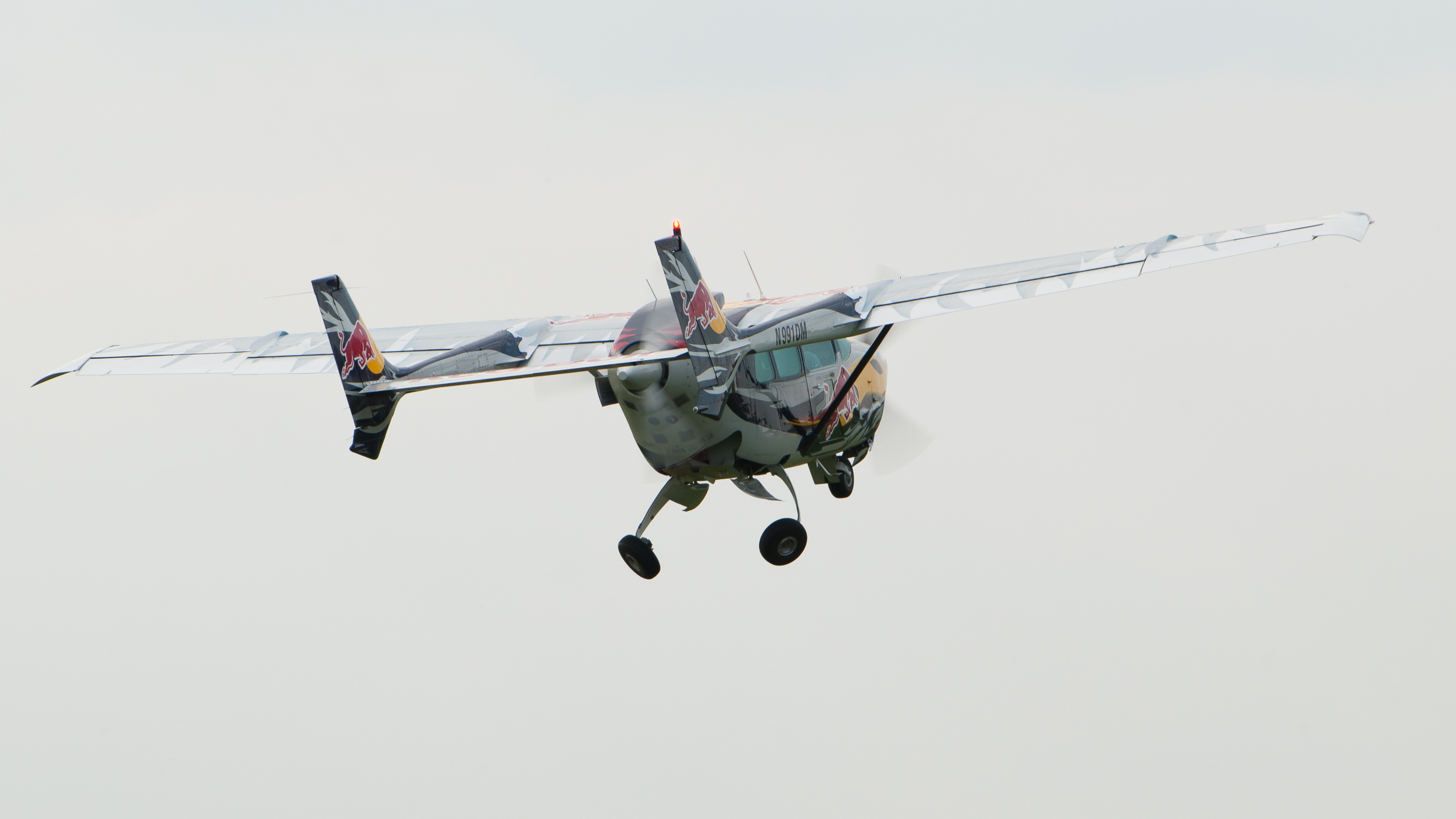
Tren d'aterratge retràctil

El primer Skymaster, el Model 336 Skymaster, tenia tren d'aterratge fix i va volar inicialment el 28 de febrer de 1961. Va entrar en producció el maig de 1963 i se'n van produir 195 fins a mitjans de 1964.
El febrer de 1965, Cessna va presentar el Model 337 Super Skymaster. El model era més gran i tenia motors més potents, tren d'aterratge retràctil i una cullera d'aire dorsal per al motor posterior. (El prefix "Super" es va eliminar posteriorment del nom.) El 1966 es va introduir el T337 turboalimentat i, el 1973, va entrar en producció el P337G pressuritzat.
Cessna va construir 2993 Skymasters de totes les variants, incloent-hi 513 versions militars O-2 . La producció a Amèrica va acabar el 1982, però va continuar a Reims a França, amb el FTB337 STOL i el FTMA Milirole militar. Reims va fabricar un total de 94 Skymasters.
Després d'una aturada de 20 anys, els conceptes d'empenta central i doble biga han estat represos amb l'Adam A500 .

## Característiques

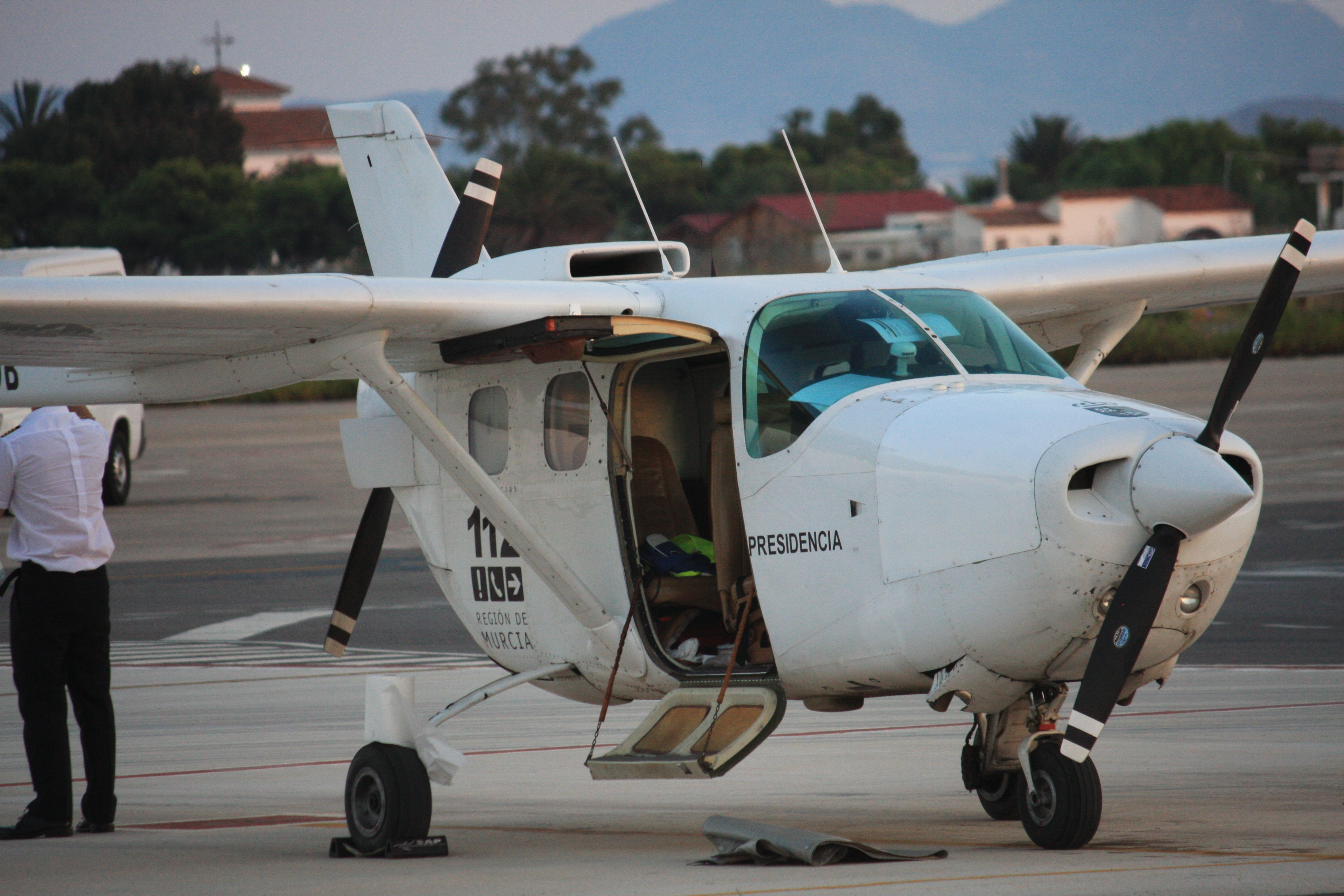
Primer pla del fuselatge amb la porta oberta

El Skymaster té unes característiques de pilotatge diferents de les d'un avió bimotor convencional. La principal consisteix que no s'inclina tant cap al motor apagat o fallit. En conseqüència, no tendeix a alçar el vol en cas de produir-se una fallada durant la cursa d'enlairament. Quan un Skymaster perd potència, el pilot ha de fer servir els instruments per determinar quin motor ha fallat. L'aparell és més fàcil de controlar a baixes velocitats que un bimotor convencional, de manera que no hi ha avís de velocitat mínima controlable (Vmc) als indicadors. Tot i això, el Skymaster requereix un pilot certificat per manejar avions de més d'un motor, ja que cal estar ben entrenat per poder controlar tots dos propulsors.
La Directiva de navegabilitat 77-08-05 de l'Administració Federal d'Aviació prohibeix els enlairaments amb un sol motor i exigeix la instal·lació d'una placa marcada amb "NO INICIEU L'ENLAIRAMENT AMB UN SOL MOTOR".

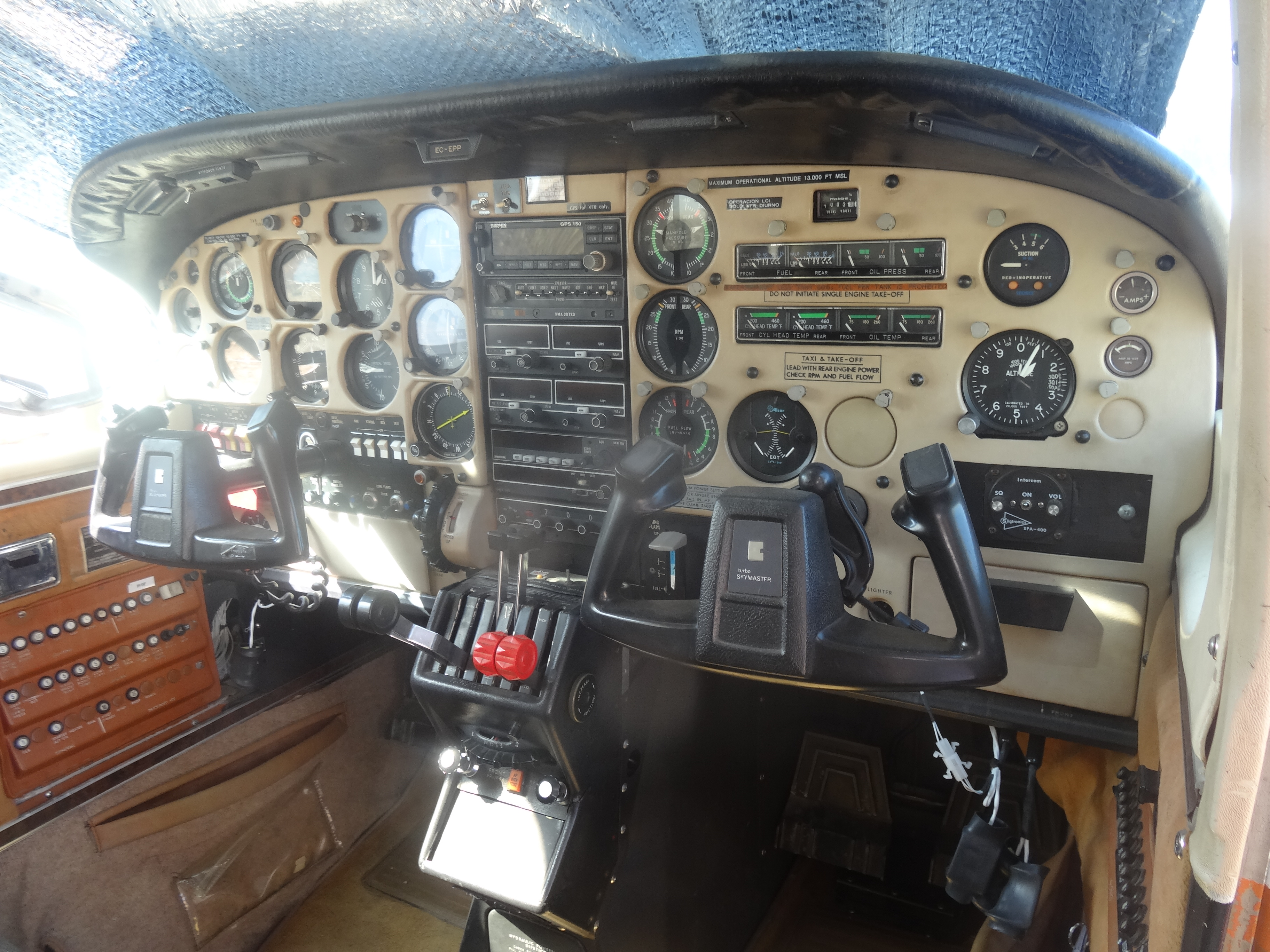
Cabina de vol

Quan això ha passat, molts pilots han intentat inexplicablement enlairar-se només amb el motor davanter encara necessitant per això una carrera d'enlairament més gran que la longitud de la pista. El Skymaster també té una taxa d'accidents superior a la mitjana quant a errors de càlcul amb el combustible. Això és estrany ja que el sistema de combustible no posseeix res especialment que destacar.
| «                   | « Hom podria pensar que el pilotatge d'un Skymaster amb només el motor superior en funcionament té una taxa d'accidents menor que els bimotors convencionals. Res més lluny de la realitat. El motor del darrere tendeix a reescalfar-se i fins i tot apagar-se durant operacions en pista en dies de molta calor. » — McClellan, J. Mac[1] | » |
| — McClellan, J. Mac | |   |

El Skymaster produeix un so únic i inconfusible. Tots els avions de motor del darrere produeixen un so característic ja que el propulsor desvia l'aire turbulent desplaçat pel fuselatge. Com que el Skymaster també compta amb motor davanter que opera en aire no turbulent, el seu so és diferent del d'un avió purament retropropulsat. Aquest so pot ser apreciat en la pel·lícula Bat*21, en la qual el personatge interpretat per Danny Glover vola en un O-2 Skymaster.

## Variants

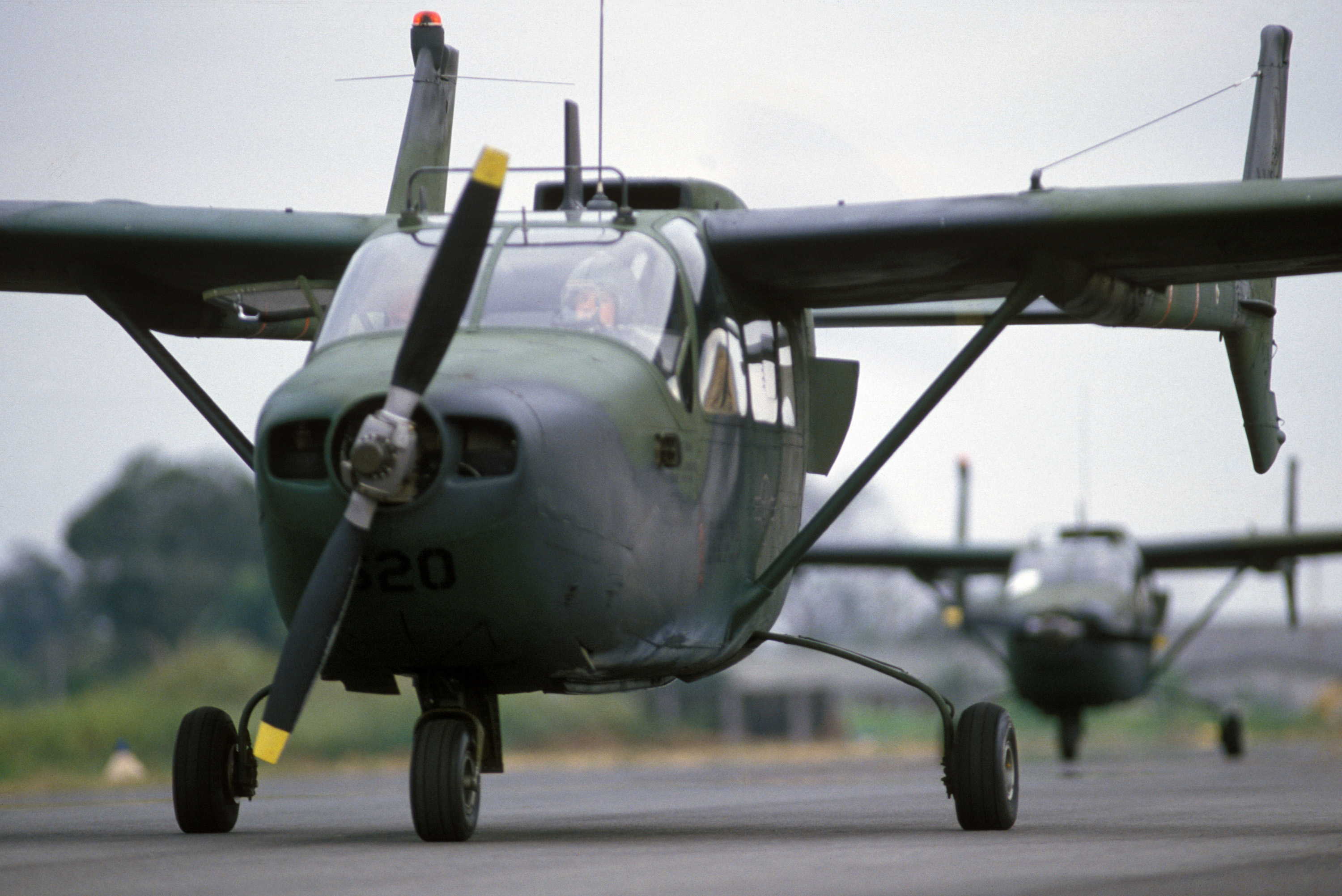
Un Cessna O-2 del 24th Consolidated Aircraft Maintenance Squadron a dalt per participar a l'exercici conjunt Equador Estats Units BLUE HORIZON.

### Cessna 337
- 337A
- 337B
- 337M : Versió militar en servei de la USAF, designada com O-2 Skymaster .
- O-2A : Avió d'observació de la Força Aèria dels Estats Units . 12 van ser venuts a la Força Aèria Imperial Iraniana .
- O-2B : versió de guerra psicològica.
- O-2T/0-2TT : versió turbohèlix de l'O-2. (cancel·lada)
- Sentry O2-337 : versió militar construïda per Summit Aviation
- Lynx : versió militar armada de la Força Aèria de Rodesia, antiga colònia britànica.

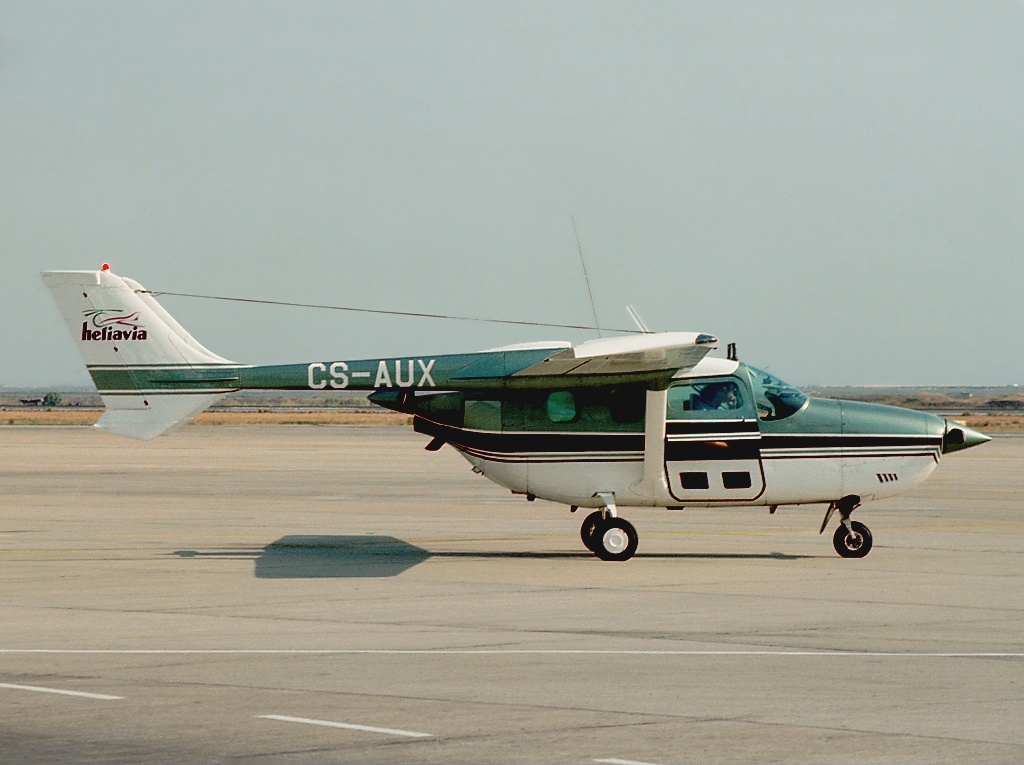
Reims FT337GP Skymaster pressuritzat

- 337C
- 337D
- 337E
- 337F
- 337G
- 337H
- T337B - Motors turbohèlix
- T337C
- T337D
- T337E
- T337F
- T337G
- T337H
  - P337H
  - T337H-SP

### Reims F337
- F337 Milirole
- F337G
- F337P - Presuritzada
- FTB337 versió especial STOL sense pressuritzar
- FTB337G - Versió militar.
- F337J Versió xilena

### AVE Mizar
Cotxe voladorr creat per Advanced Vehicle Engineers afegint les ales, cua i motor del darrere d'un Skymaster a un Ford Pinto equipat amb control i instrumentació de vol.

### Summit Sentry
Summit Aviation va construir una versió militar de el Skymaster denominada Sentry O2-337 el 1980, de la qual va vendre algunes unitats al Cos Aeri d'Haití i a l'Armada Tailandesa.

### Spectrum SA-550
La constructora californiana Spectrum Aircraft Corporation va realitzar una gran conversió del Reims FTB337G a mitjans dels 80 - el Spectrum SA-550 . Van eliminar el motor davanter, van allargar el morro i van reemplaçar el motor del darrere convencional per una turbohélice .

### Baby Skymaster
Model a escala reduïda de 4 seients del 337, amb ales mènsula que reemplaçaven la configuració del 336/337. Va volar al desembre de 1967. Un prototip va ser construït abans que el projecte fos cancel·lat el 1968 a causa de faltes d'interès comercial al projecte. El prototip va ser lliurat a la NASA per servir de model a escala completa de proves de túnel de vent . Va ser usat en un projecte conjunt entre el Langley Research Center i el Projecte Cessna de reducció de soroll comparant hèlixs enductades versus hèlixs lliures

## Operadors

### Operadors militars

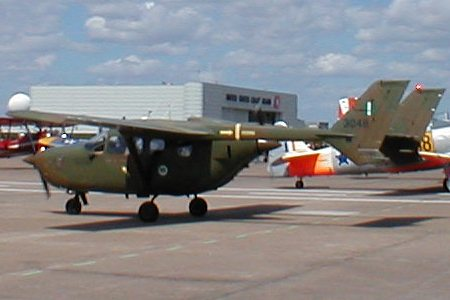
Un O-2 del Pakistan

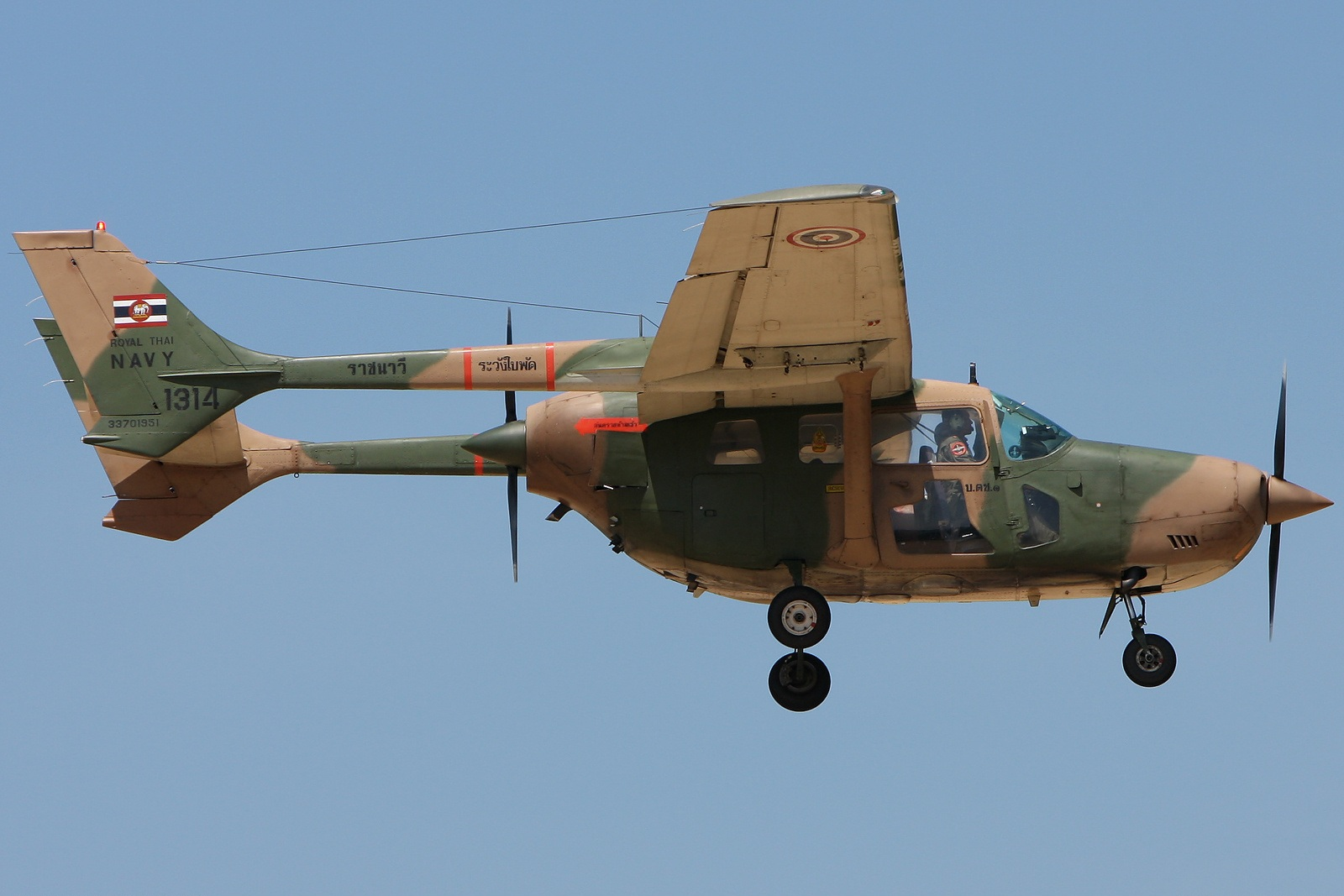
Thai Navy T337H-SP

- Argentina
- Burkina Faso
- Txad
- Chile
  -  Ejército de Chile
  -  Fuerza Aérea de Chile (Opera en Isla de Pascua)
  -  Armada xilena
- Colombia
- Corea del Sud
- Ecuador
- El Salvador
- Estats Units
- Haití
- Jamaica
- México
- Pakistan
- Perú
- Portugal
- República DominicanaThai Navy T337H-SP
- Sudáfrica
- Sri Lanka Sri Lanka
- Tailàndia
- Togo
- Zimbàbue
- Uruguai
  - Armada Uruguaya

## Historial operatiu
Des del 1976 fins a mitjans de la dècada del 1990, el Departament de Silvicultura i Protecció contra Incendis de Califòrnia va utilitzar variants O-2 del 337 Skymaster com a avions tàctics durant les operacions d'extinció d'incendis. Aquests van ser substituïts pels Broncos OV-10 de North American, a partir del 1993.
Durant la Guerra de Bush de Rhodèsia, el Reims-Cessna FTB 337G 'Lynx'va ser el principal avió d'atac lleuger utilitzat per les Forces de Seguretat de Rhodèsia durant les missions d'assalt aeri contrainsurgent de les Forces de Foc, que van començar el 1974. Els Lynx estaven armats amb metralladores Browning .303 bessones muntades sobre l'ala i coets SNEB de 37 mm, bombes mini "Alpha" (bombes de dispersió) de fabricació local, bombes mini "Golf" ( 450 lliures (200 kg) bomba explosiva i de metralla) i bombes de Frantan (una variant de napalm transportada en tancs de llançament fràngils).

### Hermanos al rescate

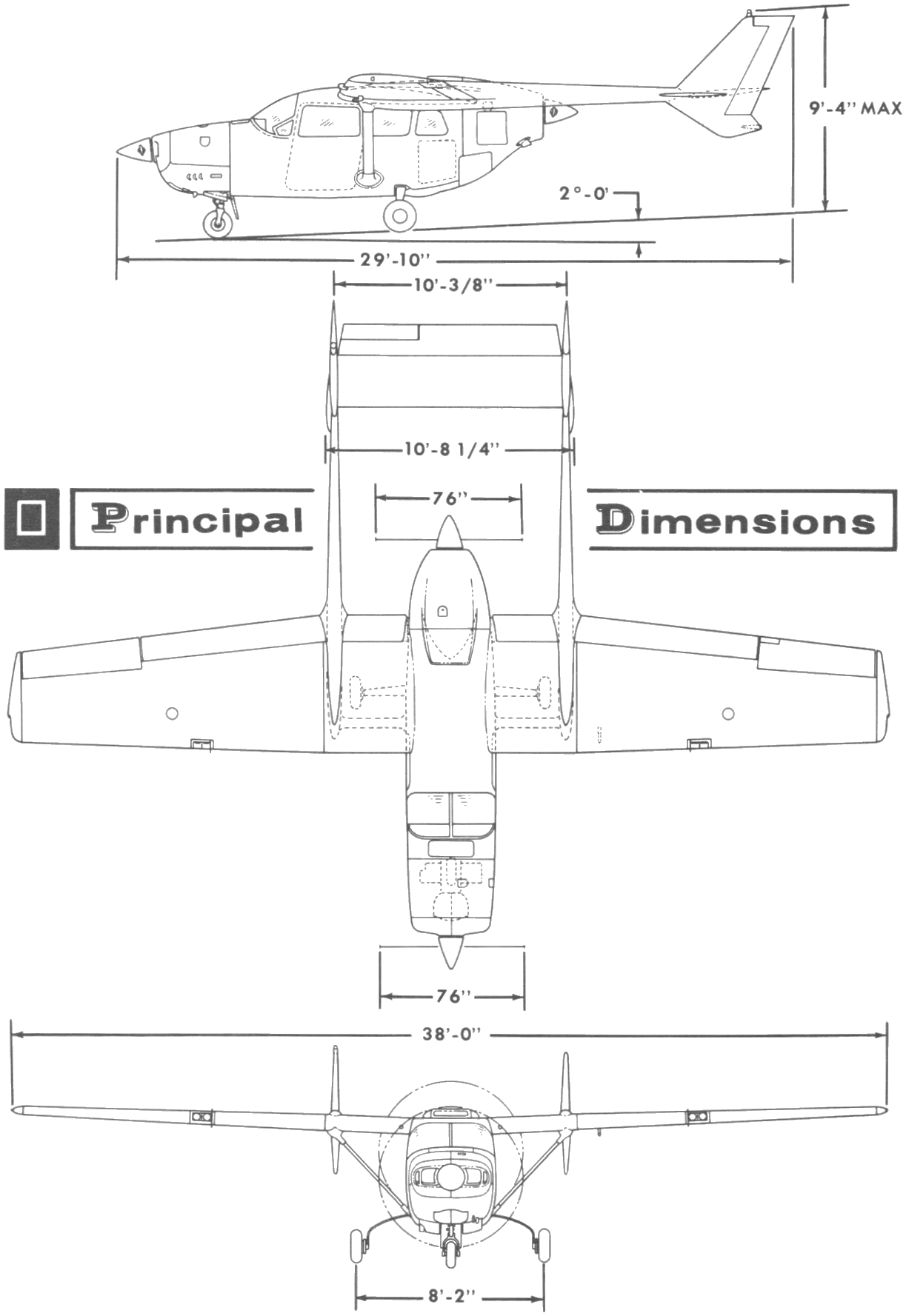

El 1994 el grup d'exiliats cubans conegut com Germans al Rescat va utilitzar alguns Skymaster per llançar queviures als balsers que intentaven assolir les costes de Florida des de Cuba. Així mateix els van fer servir per violar l'espai aeri cubà en volar sobre l'Havana per llançar pamflets amb propaganda anticastrista. Van escollir els Skymasters perquè són més fàcils de controlar a baixes velocitats que els bimotors convencionals. Un dels avions va tocar l'aigua (es fa difícil calcular l'altitud quan es vola sobre el mar en calma) i van resultar danyats la comporta del tren d'aterratge i el motor davanter. Com que el motor del darrere està muntat més alt, no va patir danys i l'avió va poder tornar a Florida prenent terra amb el 'ventre'. El 1996 dos dels avions dels Germans al Rescat van ser abatuts per la Força Aèria Cubana sobre aigües internacionals. Un va caure pels trets d'un MiG-23 i l'altre pels d'un MiG-29.

## Especificacions (337D)
Dades de Jane's All The World's Aircraft 1969–70
Característiques generals
- Tripulació: 1
- Capacitat: 5 passatgers
- Longitud:
- Envergadura:
- Alçada:
- Perfil: NACA 2412 at root, NACA 2409 at tip
- Relació d'aspecte: 7.18:1

 Rendiment 
- Distància d'enlairament fins a 15 m : 1,545 ft (471 m)
- Distància d'aterratge des de 15 m : 1,650 ft (500 m)